# Luís Ernesto Lacombe
Luís Ernesto Lacombe Heilborn (Rio de Janeiro, 2 de agosto de 1966) é um jornalista, escritor e youtuber brasileiro. 

## Família e primeiros anos
Sua família é de origem teuto-judaica (por parte de seu pai) e francesa (por parte de sua mãe). Formado em jornalismo pelas Faculdades Integradas Hélio Alonso, começou sua carreira em televisão em 1988 como estagiário da TV Bandeirantes do Rio. Depois de formado, passou a repórter da Band e apresentador do Jornal do Rio. Em 1990, foi contratado pela Rede Manchete. Foi repórter, repórter especial do programa Noite e Dia, comandado por Renato Machado, editor-apresentador do Rio em Manchete, além de ter apresentado, aos sábados, o Edição da Tarde. Ele é neto de Américo Jacobina Lacombe, historiador e imortal da Academia Brasileira de Letras (ABL).

## Carreira

### Rede Globo
Em 1992, mudou-se para Florianópolis, contratado pela RBS TV (hoje NSC TV), afiliada à Rede Globo. Chegou como repórter e logo passou a apresentador. Foi o primeiro jornalista, e não radialista, a comandar o RBS Notícias (hoje NSC Notícias). Também apresentou, nos seus dois últimos anos em Santa Catarina, o Jornal do Almoço, além de ter sido colunista de televisão do Diário Catarinense, jornal do Grupo RBS (hoje NSC Comunicação em SC). Em 1997 voltou ao Rio, convidado para ser repórter da Editoria Rio, da Rede Globo. Dois anos depois, passou para a Globo News, como apresentador dos noticiários do canal de jornalismo a cabo.
Lacombe praticou vários esportes, desde os quatro anos de idade: natação, vôlei, basquete, tênis, judô, jiu-jitsu. Até os 22 anos, foi velejador do Clube Naval, do Rio de Janeiro. Competiu nas classes Laser e Soling. Em 2003, surgiu a oportunidade de passar para o jornalismo esportivo. Tornou-se editor-executivo e apresentador do Supervolley, do canal a cabo SporTV. No ano seguinte, assumiu a apresentação do Esporte Espetacular, da Rede Globo, onde ficou por sete anos. Também foi o primeiro apresentador do Placar da Rodada, da Globo, que estreou em 2009. Em 2011, tornou-se apresentador dos blocos de Esporte do Bom Dia Brasil, função que exerceu até 13 de janeiro de 2017. Após não ter seu contrato renovado em fevereiro, deixou a emissora. No total, ficou na Globo por 19 anos.

### Rede Bandeirantes
Em 21 de agosto de 2017 foi anunciado como apresentador do Exathlon Brasil, novo reality show da Rede Bandeirantes. No dia 27 de maio de 2019, foi anunciado juntamente com Silvia Poppovic como apresentador do programa matinal Aqui na Band. 
No dia 25 de junho de 2020, foi afastado do Aqui na Band e em seguida foi anunciada a sua saída da Rede Bandeirantes.

### Rede TV!
No dia 26 de agosto de 2020, foi anunciado como novo contratado da RedeTV!. Entre 28 de setembro de 2020 e 29 de abril de 2022, apresentou o programa jornalístico Opinião no Ar, que atualmente é um podcast transmitido via internet. Em 15 de abril de 2021, estreia o programa Agora com Lacombe, programa semanal de debates e entrevistas. Em 30 de maio de 2022, assumiu a bancada do RedeTV! News, ao lado de Érica Reis.
Por ter tomado uma posição de apoio ao presidente Jair Bolsonaro, após a Eleição presidencial no Brasil em 2022, foi demitido da emissora em 11 de novembro, sendo substituído no RedeTV! News por Augusto Xavier, além de ter o Agora com Lacombe.
Mantém atualmente uma coluna no jornal Gazeta do Povo, além de comandar o programa 4 por 4 na internet.

## Prêmios e homenagens
- Prêmio Comunique-se de 2021 em duas categorias: Influenciador Digital e Apresentador.[15][16]
- Título de Cidadão Paulistano pela Câmara Municipal de São Paulo em 2020.[17]

## Posicionamentos

### Caso Ágatha
Silvia Poppovic e Lacombe, que apresentam juntos o programa Aqui na Band, se desentenderam ao vivo em setembro de 2019 ao falarem sobre a morte da menina Ágatha Vitória Sales Félix, de 8 anos, que foi baleada nas costas quando voltava para casa com a mãe, no Complexo do Alemão, no Rio de Janeiro. "Terrível essa história e esse tipo de segurança pública, que não pensa em salvaguardar a vida da população, mas pensa em sair atirando. Olha o que está acontecendo, realmente lamentável", disse Poppovic, que foi interrompida por Lacombe. "Olha, os pais da Ágatha vão prestar depoimento hoje. Acho precipitado a gente dizer o que aconteceu. Vai ser feita uma perícia, mas agora eu vejo as pessoas se voltando contra o trabalho da polícia e eu lembro lá do início da minha carreira... quando houve um fortalecimento do tráfico de drogas, que ganhou uma força inacreditável...", disse Lacombe, que defendeu a atuação da polícia. "A polícia tem que atuar com todo cuidado para preservar a vida de inocentes principalmente. Mas a polícia não pode deixar de atuar nas comunidades de maneira nenhuma. É muito complicado a gente acusar sempre a polícia", disse o apresentador. A conversa prosseguiu e Lacombe continuou a dizer que não dava para falar na culpa da polícia, apesar da discordância de Poppovic.
No dia 18 de novembro de 2019, o inquérito da Delegacia de Homicídios da Polícia Civil do Rio de Janeiro concluiu que o tiro que matou a menina Ágatha Félix partiu de um policial militar lotado na Unidade de Polícia Pacificadora (UPP) do Morro da Fazendinha, no Complexo do Alemão. O PM foi indiciado por homicídio doloso. Lacombe foi criticado após a divulgação da conclusão do inquérito.

### Greta Thunberg
Em setembro de 2019, a repórter Marina Machado falava no Notícias da Redação, jornal matinal que antecedia o Aqui na Band, sobre o discurso da ativista sueca Greta Thunberg, 16 anos, e disse para Lacombe: "Estou arrepiadíssima com que ela falou. Essas frases não saem de mim". Foi aí que Lacombe rebateu a colega. "Marina, eu não compro essa menina, você me desculpa. Eu não compro essa menina. Acho que essa menina tem um discurso alarmista, com frases de efeito. Eu tenho uma opinião diferente da sua. Eu acho que a gente tem que ter um debate pesado sobre clima e de quanto o homem influencia na mudança climática", disse o jornalista. Marina Machado, então, ficou surpresa. "Choquei! Mas, rapaz, aí nós vamos levar oito horas de discussão e não vai dar certo aqui", disse. Lacombe prosseguiu: "Essa é uma menina bancada por uma fundação do George Soros, né? A One Foundation (sic). Eu realmente, por enquanto, não compro", disse se referindo às teorias conspiratórias feitas por conservadores contra Soros, um empresário húngaro-americano, e sua fundação, a Open Society Foundations, que apoia projetos ligados a defesa de direitos humanos e da democracia. Além de Greta Thunberg não ser financiada por Soros, a fala causou controvérsia e foi criticada pelo youtuber Felipe Neto no Twitter.

## Livros
Luís Ernesto Lacombe tem quatro livros publicados:
- "Ilha de Santa Catarina, Jardim do Brasil" – Editora Insular – 1997 - Este livro é uma homenagem à Ilha de Santa Catarina, onde fica a maior parte da cidade de Florianópolis. É uma coroa de sonetos, composta por 14 sonetos encadeados e um último formado por um verso de cada um dos sonetos anteriores. Os versos falam da história da Ilha, desde a colonização, de suas paisagens, de sua gente.[26]
- "E aí, bicho?" – Escrita Fina Edições – 2010 - Livro infantil que reúne dez sonetos sobre bichos, com ilustrações de Ana Terra. Foi incluído no Catálogo de Bolonha, da Fundação Nacional do Livro Infanto-Juvenil, entre os melhores de 2010, e é best-seller infantil (mais de 15 mil exemplares vendidos). ISBN 9788563877055
- "Manual Poético dos Esportes Olímpicos – e um dedinho de prosa" – Escrita Fina Edições – 2013 (1ª edição) / 2016 (2ª edição) - Livro infantil que reúne 33 sonetos, o primeiro falando sobre a história dos Jogos Olímpicos, do espírito olímpico, e os outros tratando, cada um, de uma das modalidades do programa dos Jogos do Rio em 2016. Há também textos em prosa que explicam um pouco o conteúdo dos sonetos e acrescentam informações sobre os esportes, além de propor desafios aos leitores. Ilustrações de Leo Queiroz e prefácio de Pedro Bial.[27]
- "Cartas de Elise - uma história brasileira sobre o nazismo" - Tinta Negra Bazar Editorial - 2016 - Romance baseado na saga real da parte judia/alemã da família do autor, que foi vítima do nazismo. Elise era bisavó de Luís Ernesto Lacombe, e as centenas de cartas enviadas por ela ao filho, Ernst, que tinha fugido para o Brasil, serviram de base para a reconstrução da história dos Bornstein Heilborn.[28][29]

## Internet e televisão
| Ano           | Título                            | Cargo                             | Canal                   | Plataforma |
| ------------- | --------------------------------- | --------------------------------- | ----------------------- | ---------- |
| 1989-1990     | Jornal do Rio                     | Apresentador                      | Band Rio                | TV         |
| 1990-1992     | Noite Dia (bloco)/Rio em Manchete | Apresentador                      | Rede Manchete           | TV         |
| 1992-1994     | RBS Notícias                      | Apresentador                      | RBS TV SC (hoje NSC TV) | TV         |
| 1994-1997     | Jornal do Almoço                  | Apresentador                      | RBS TV SC (hoje NSC TV) | TV         |
| 1997-2002     | Em Cima da Hora                   | Apresentador                      | Globo News              | TV         |
| 2003-2004     | Supervolley                       | Apresentador                      | SporTV                  | TV         |
| 2004-2011     | Esporte Espetacular               | Apresentador                      | Rede Globo              | TV         |
| 2011-2017     | Bom Dia Brasil                    | Apresentador do bloco de esportes | Rede Globo              | TV         |
| 2017          | Exathlon Brasil                   | Apresentador                      | Rede Bandeirantes       | TV         |
| 2019-2020     | Aqui na Band                      | Apresentador                      | Rede Bandeirantes       | TV         |
| 2020-2022     | Opinião No Ar                     | Apresentador                      | RedeTV!                 | TV         |
| 2021-2022     | Agora com Lacombe                 | Apresentador                      | RedeTV!                 | TV         |
| 2022          | RedeTV! News                      | Apresentador                      | RedeTV!                 | TV         |
| 2020-presente | Canal do Lacombe                  | Apresentador                      | Luís Ernesto Lacombe    | YouTube    |
| 2021-presente | Programa 4 por 4                  | Apresentador                      | Programa 4 por 4        | YouTube    |
| 2020- dez.    | Especial de Natal                 | Apresentador                      | Brasil Paralelo         | YouTube    |